# Los Reyes Acaquilpan
Los Reyes Acaquilpan, eller enbart Los Reyes är en stad i centrala Mexiko, precis öst om Ciudad Nezahualcóyotl och huvudorten för kommunen La Paz (Los Reyes La Paz) i delstaten Mexiko. Staden ingår i Mexico Citys storstadsområde och hade 85 359 invånare vid folkräkningen 2010. Los Reyes Acaquilpan är störst i kommunen befolkningsmässigt och har en station på Linje A i Mexico Citys tunnelbana, Los Reyes.

## Galleri

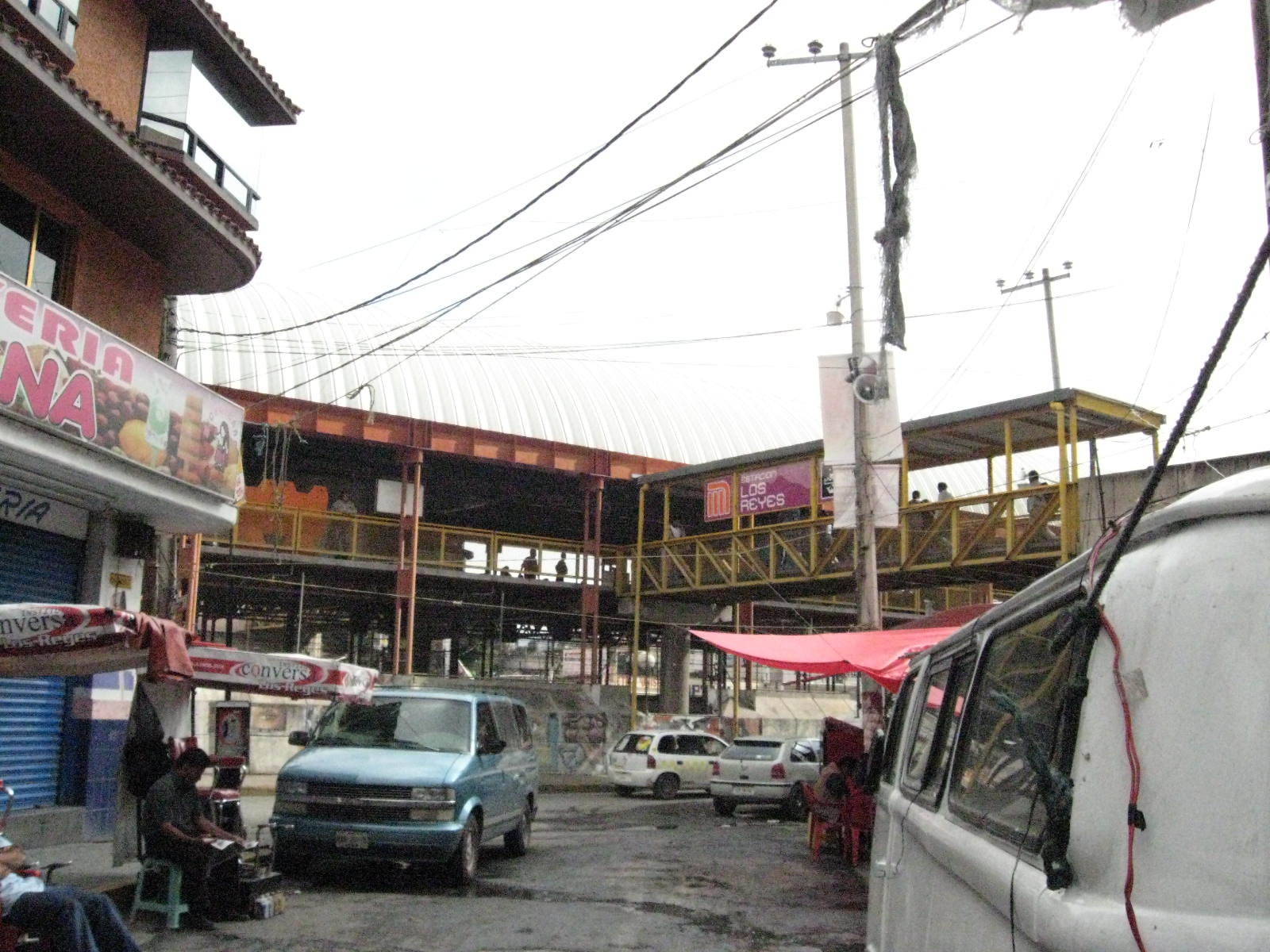
Utanför tunnelbanestationen.
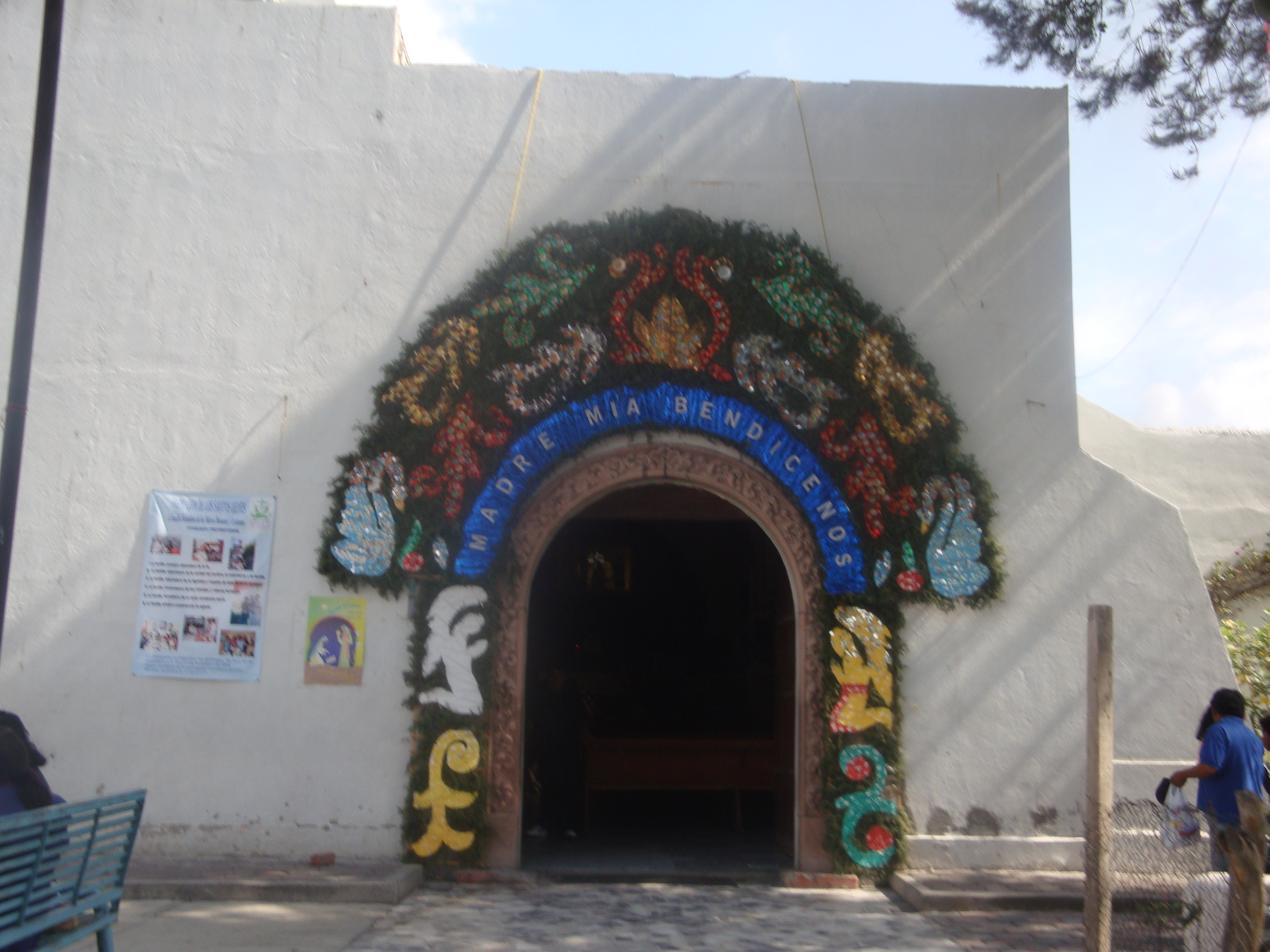
Gammal kyrka.
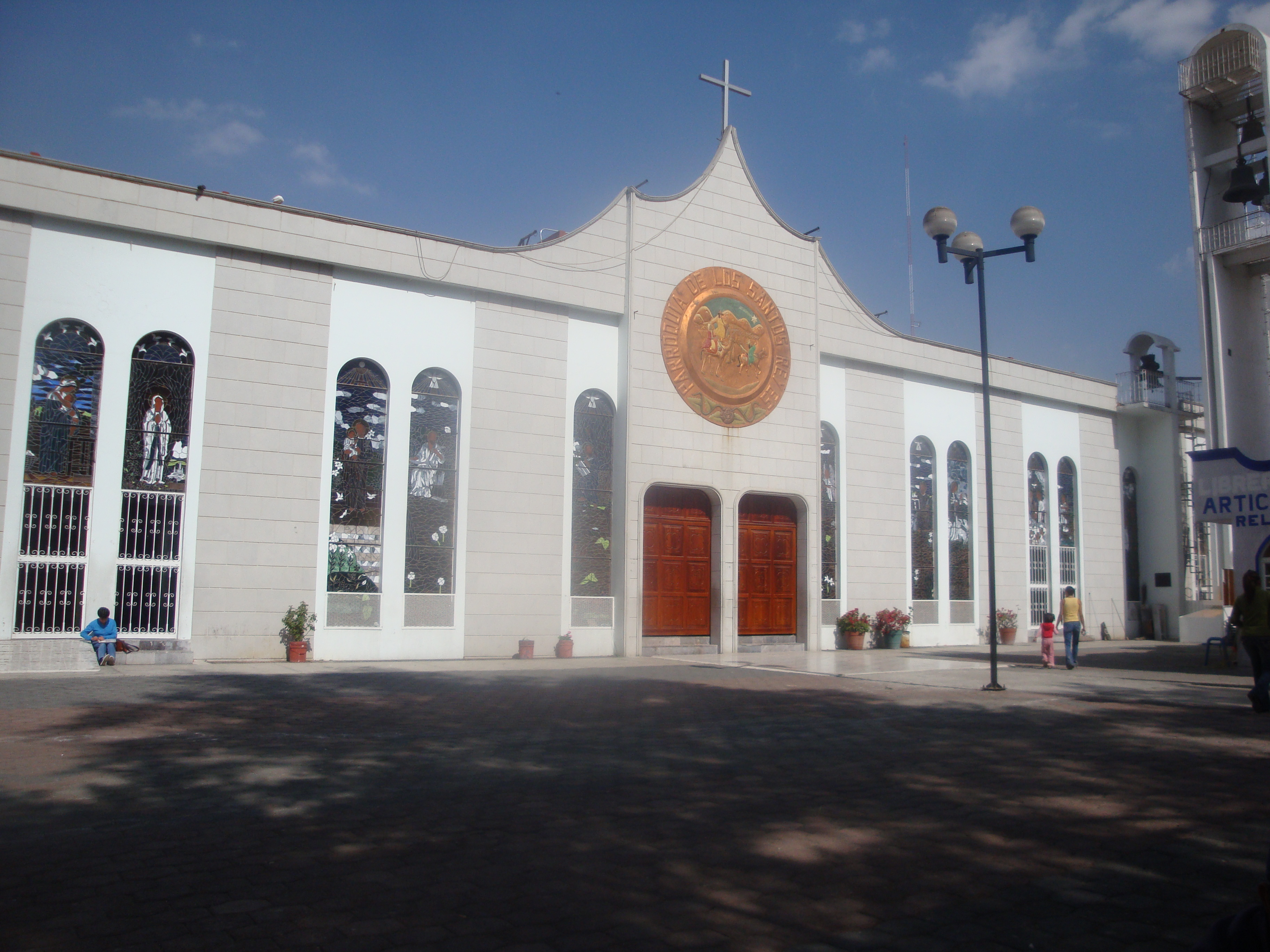
Kyrkan Parroquia de los Santos Reyes.
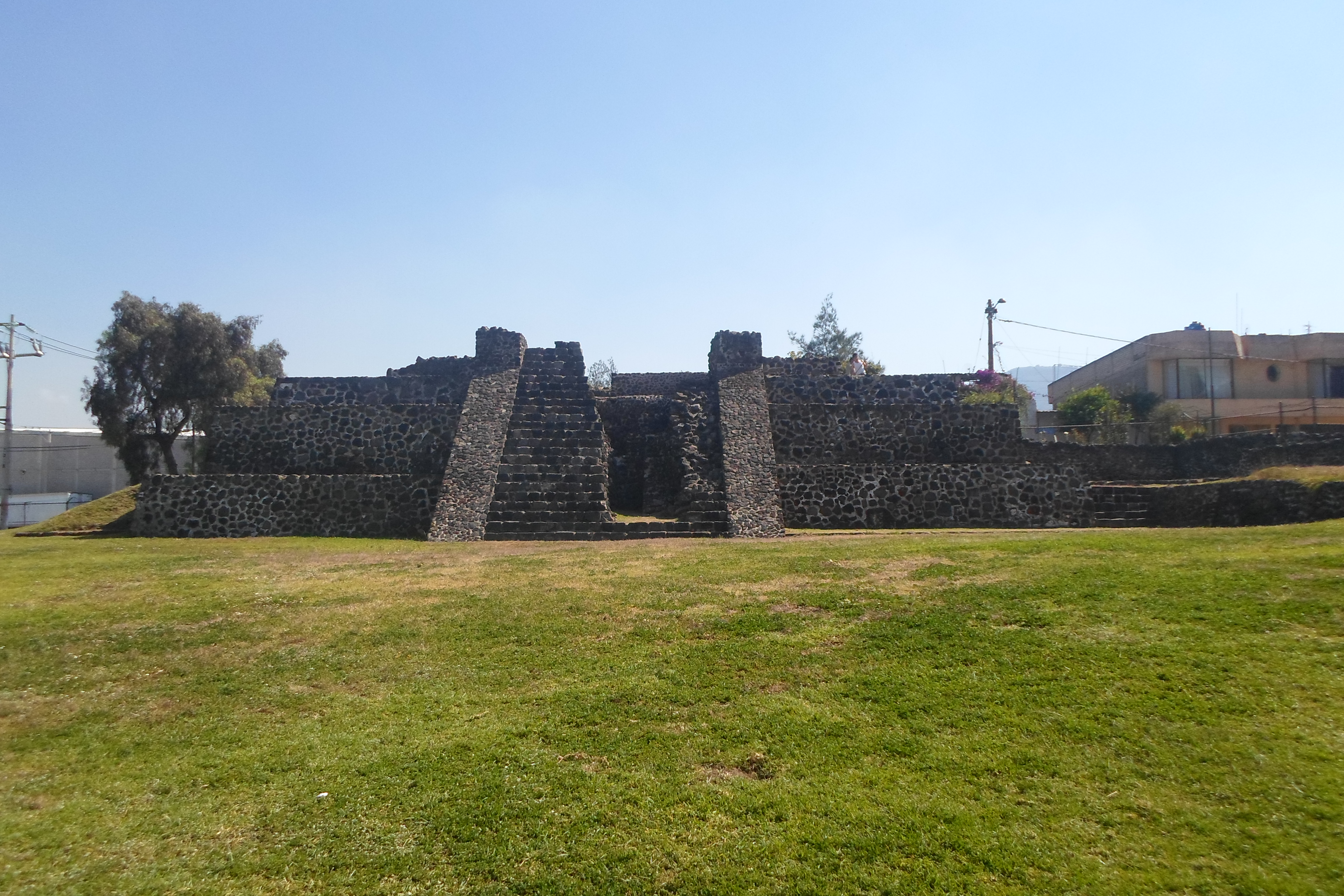
Bevarade ruiner av en pyramid i Los Reyes Acaquilpan.
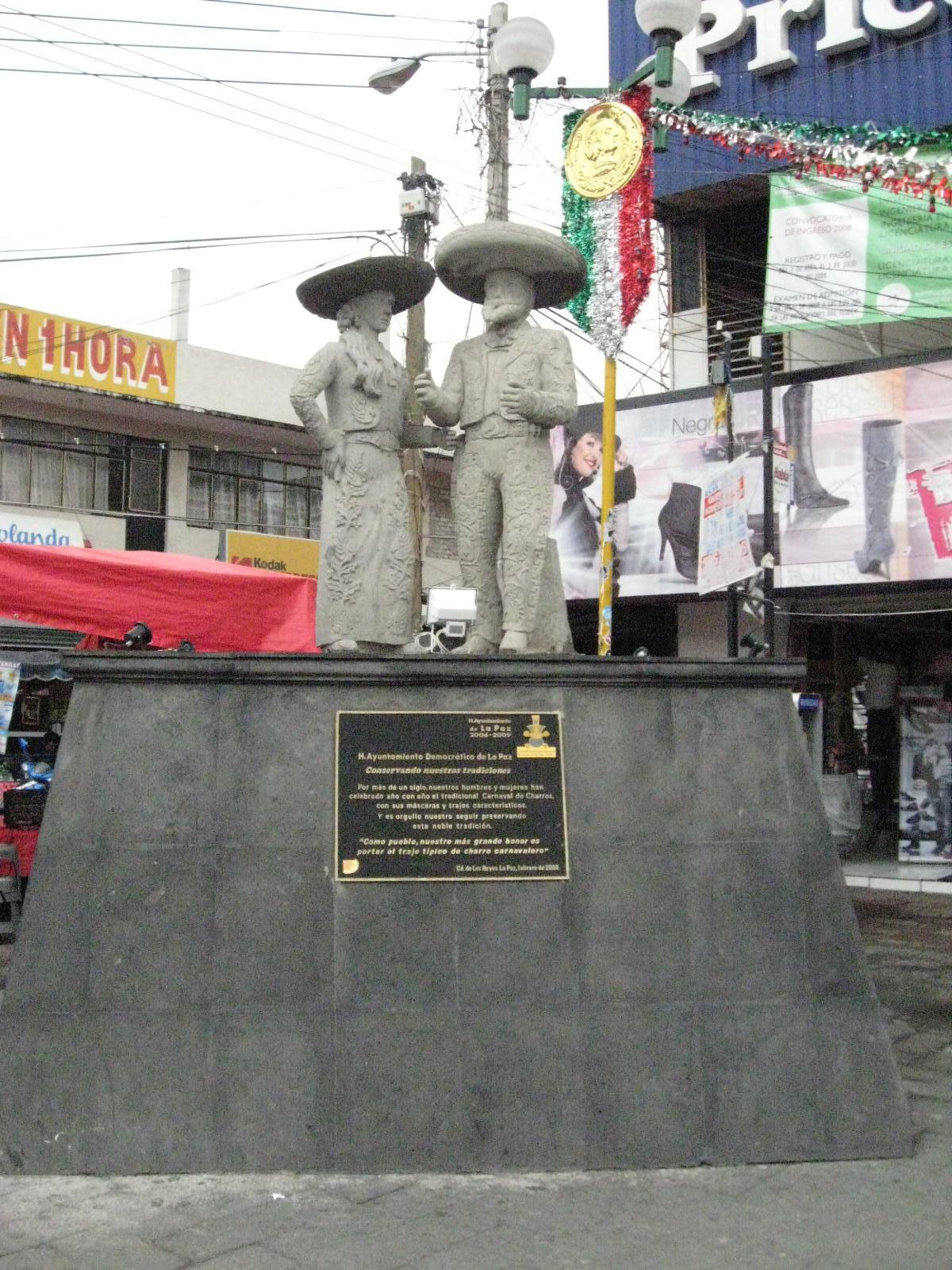
Staty av Charro.